# نيستوراس ستيفانيديس
نيستوراس ستيفانيديس هو لاعب كرة قدم يوناني في مركز الهجوم، ولد في 13 أبريل 1984 في كيلكيس في اليونان. لعب مع نادي إيراكليس ونادي لاريسا.